# 윤익중
윤익중(尹世重, 1896년 4월 27일 ~ 1963년 2월 1일)은 일제강점기의 독립운동가이다.
충청남도 홍성에서 1896년 4월 27일 태어난 윤익중은 1919년 휘문고등보통학교 졸업반이던 시절 김상옥이 주도하던 혁신단에 가입하였다. 그러던 중 재정공급의 어려움과 인쇄 책임이었던 서대순이 일본 제국 경찰에 체포되었고 그는 구국민단과 연루되어 체포되었으나 10월 26일 예심종결로 석방되었다. 1921년 김상옥의 암살단에서 활동하던 중 11월 15일 경성지방법원에서 2년형을 선고받았으나 1년 4개월 후 가출옥하였다. 이후 김상옥, 이혜수 등과 모의하여 대한민국 임시정부의 군자금을 모집하던 중 김상옥의 종로경찰서 폭탄투척사건에 연루되어 다시 경찰에 체포되었다. 1923년 10월 10일 경성복심법원에서 2년 징역을 선고 받았고 1년 6개월 동안 감옥에서 지내야 했다.